# Фоліньяно
Фоліньяно (італ. Folignano) — муніципалітет в Італії, у регіоні Марке,  провінція Асколі-Пічено.
Фоліньяно розташоване на відстані близько 140 км на північний схід від Рима, 90 км на південь від Анкони, 7 км на південний схід від Асколі-Пічено.
Населення — 9260 осіб (2014).
Щорічний фестиваль відбувається 19 вересня. Покровитель — Святий Януарій.

## Демографія
Населення за роками:

Станом на 1 січня 2023 року в муніципалітеті офіційно проживали 323 іноземці з 34 країн, серед них 122 громадяни країн Євросоюзу та 9 громадян України.

## Сусідні муніципалітети
- Асколі-Пічено
- Чивітелла-дель-Тронто
- Мальтіньяно
- Сант'Еджидіо-алла-Вібрата